# Arboridia cantoreanica
Arboridia cantoreanica är en insektsart som beskrevs av Irena Dworakowska 1970. Arboridia cantoreanica ingår i släktet Arboridia och familjen dvärgstritar.
Artens utbredningsområde är Bulgarien. Inga underarter finns listade i Catalogue of Life.